# 南喀麦隆全国委员会

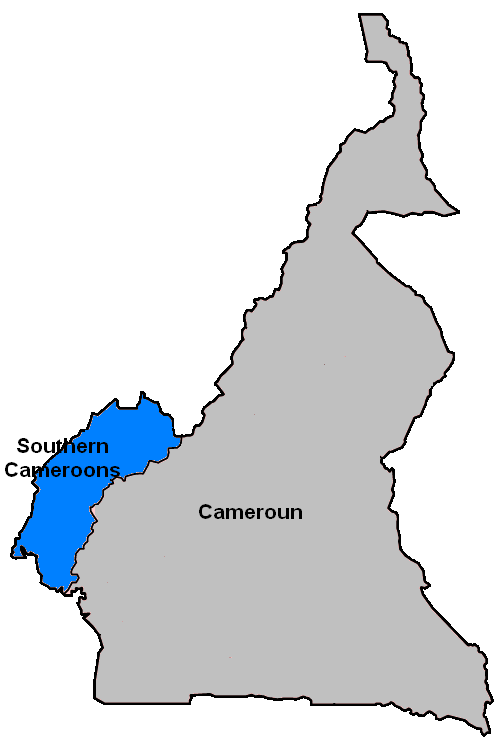
蓝色为南喀麦隆地区。

南喀麦隆全国委员会(SCNC) 是一个政治组织，旨在寻求以英语为母语的南喀麦隆独立于以法语为主的喀麦隆共和国 (La République de Cameroun)。它是一个非暴力组织，其座右铭是“论据的力量，而不是武力的论据”。由于SCNC主张与喀麦隆分离，因此被保罗·比亚政府宣布为非法组织。安全部队经常打断SCNC会议，逮捕成员，通常在释放前将他们拘留数天。

## 创建
在60年代获得独立后，喀麦隆接管了英属喀麦隆地区的领土控制权，并采用了联邦结构，给予前英属地区一些自治权。1972年，总统艾哈迈杜·阿希乔通过欺诈性的全民公决终止了联邦制度，转而支持单一制国家。比亚1982年上台后，继续集权，建立一党制国家。 1993 年，全英语国家会议成立，推动恢复联邦制度下给予南喀麦隆的自治权。1994 年，《巴门达宣言》决定朝着分离而非自治的方向努力。这导致了第二年南喀麦隆人民会议（SCPC）的创建，南喀麦隆全国委员会是负责组织SCPC工作的民选机构，最初的主席是Sam Ekontang Elad。

## 90年代
1995 年，SCNC 通过一系列努力推动以英语为母语的南喀麦隆脱离喀麦隆，从而在政治上声名鹊起。喀麦隆政府正在进行加入英联邦的申请，SCNC组织了许多宣传活动来反对加入英联邦。 1995 年 8 月，SCNC 请求联合国在他们与喀麦隆政府之间进行干预和调解，并警告说，如果不进行干预将造成“另一个索马里”。1995 年 10 月，SCNC 公布了最终宣布独立的计划工作时间表。 
1996年，Elad辞职，由Henry Fossung接任。 活动经常被警察打乱，计划也不断被破坏。1997年 3月逮捕了200名SCNC支持者，他们涉嫌袭击巴门达的安全部队。在对200人的审判中，国际特赦组织和SCNC发现了通过酷刑和武力认罪的实质性证据。突袭和审判导致SCNC活动停止，Fossung 低调行事。 对此，1998 年 4 月，一个小派别选举社会民主阵线的高级成员埃索卡·恩多基·穆克特 (Esoka Ndoki Mukete) 为SCNC的新主席。这一决定遭到了Fossung反对，结果导致该组织陷入瘫痪。 
虽然以Fossung为首的派系反对单方面宣布独立，但以穆克特为首的派系变得更加强势。当穆克特正式出国旅行时，一小群人接管了Buea广播电台，并宣布要将南喀麦隆建立为一支独立且合法的政治力量。 穆克特在SCNC中的权力减少，包括领导在内的多名成员被捕。 
2000年，SCNC选举Frederick Ebong Alobwede为新主席，解决了领导争议，并认为他是南喀麦隆的第一任总统。

## 2001年至今
2001年，当该组织被宣布为非法组织并在示威中与警察发生冲突导致多人死亡时，对该组织的镇压力度加大。因此，SCNC 的多个国际办事处和分支机构开设并从事政治活动。 2001年，一群流亡的SCNC成员在德国法兰克福建立了一个所谓的“南喀麦隆大使馆”。 该组织抵制了喀麦隆2002年的市政选举和2004年的总统选举。政府继续对成员进行“任意和非法”拘留， 通常在集会上进行大规模逮捕。 
2006年，一个派系正式宣布成立安巴佐尼亚共和国，一个名为南喀麦隆人民组（SCAPO）的军事派别开始活动。 2007年，该组织声称对袭击巴卡西的喀麦隆军队负责。 
尽管该组织于 2006 年成为无代表国家和人民组织的一部分，但国际认可仍然有限。 2009 年，在穆阿迈尔·卡扎菲的支持下，非洲联盟（AU）开始考虑SCNC呼吁独立的努力。然而， 2009年底，非洲人权和人民权利委员会拒绝了SCNC的请愿书。 
2012 年国际特赦组织关于喀麦隆的报告称，安全部队继续扰乱SCNC活动。2011年10月，SCNC在布埃亚的一次会议被打断，50名成员被捕并在几天后被释放。 
2014 年 6 月，SCNC主席Ayamba Ette Otun去世，享年 91 岁； 现任主席是Peter Forchu Chesami。 
2019 年3月31日，SCNC和几个安巴佐尼亚运动组织创建南喀麦隆解放委员会，这是一个由分离主义者和联邦主义者组成的统一战线。 